# Giuse Hàn Anh Tiến
Giuse Hàn Anh Tiến (tiếng Trung: 韓英進, Joseph Han Ying-jin; sinh 1958) là một giám mục Công giáo Rôma người Trung Quốc. Ông hiện đảm nhận chức vụ Giám mục chính tòa Giáo phận Tam Nguyên.

## Tiểu sử
Giám mục Hàn Anh Tiến sinh ngày 20 tháng 11 năm 1958, tại thành phố Hàm Dương, tỉnh Thiểm Tây, Trung Quốc, trong một gian đình Công giáo. Sau khi tốt nghiệp Cao đẳng, ông có thời gian công tác tại Bộ Đường sắt. Tuy nhiên, đến năm 1986, ông nghỉ việc và vào tu học trong chủng viện ở Tam Nguyên khi đã 28 tuổi. Ông được trao thừa tác vụ linh mục ngày 8 tháng 11 năm 1992.
Sau khi thụ phong, ông vừa hoạt động mục vụ tại Giáo phận Tam Nguyên vừa tiếp tục theo học thêm 2 bằng Đại học nữa. Năm 2007, ông được Hội Công giáo Yêu nước Trung Quốc đề cử vào chức vụ Giám mục Tam Nguyên, mặc dù giáo phận này bấy giờ do Giám mục Gioan Chrysôstôm Lan Thạch cai quản từ năm 2003 nhưng không được chính quyền Trung Quốc công nhận. Một năm sau, Tòa Thánh ra thông báo chọn linh mục Giuse Hà Anh Tiến làm Giám mục chính tòa Giáo phận Tam Nguyên thay cho Giám mục họ Lan đã từ nhiệm. Lễ tấn phong giám mục của ông được tổ chức vào ngày 24 tháng 6 năm 2010. Khẩu hiệu giám mục của ông là "Jesu tivi bivo" (Ôi Giêsu, vì Chúa mà con sống).